# FC Derby
Der Futebol Clube Derby (kurz FC Derby, auch Derby FC) ist ein kapverdischer Sportverein aus der Stadt Mindelo, auf der Insel São Vicente.
Der Verein ist insbesondere für seine Fußballabteilung bekannt, führt jedoch auch Abteilungen in anderen Sportarten, insbesondere Basketball, Volleyball und Handball.

## Geschichte
Der Verein wurde am 5. August 1929 gegründet. Erstmals wurde der Klub im Jahr 1984 kapverdischer Fußballmeister.
2000 qualifizierte sich der FC Derby für die CAF Champions League 2001, schied dort aber in der ersten Runde gegen Real Banjul aus.

## Stadion
Die Profi-Fußballmannschaft des FC Derby trägt ihre Heimspiele im städtischen Estádio Municipal Adérito Sena aus. Das Stadion hat einen Kunstrasenplatz und fasst 5.000 Zuschauer. Auch andere Vereine Mindelos nutzen das Stadion, neben Rekordmeister CS Mindelense auch Académica Mindelo, GD Amarantes und der Batuque FC.

## Erfolge
- Kap-Verdischer Meister: 1984, 2000, 2005
- São Vicente-Inselmeister:  1982/83, 1983/84, 1984/85, 1985/86, 1999/00, 2000/01, 2004/05, 2007/08, 2013/14
- São Vicente-Inselpokalsieger: 2003/04, 2004/05, 2006/07

## Rang
- 2013/14: 1. (Erste Insel-Division)
- 2014/15: 2. (Erste Insel-Division)

## Trainerchronik
| Trainer            | Nationalität   | Amtszeit |
| ------------------ | -------------- | -------- |
| Alberto Gomes      |                |          |
| Antônio Dias (Ika) |                |          |
| Tchida             |                | 2012     |
| Almara             | Kaapverdischer | auf 2013 |

## Vereinspräsidenten
| Präsident                 | Nationalität   | Ära      |
| ------------------------- | -------------- | -------- |
| Augusto Vasconcelos Lopes |                | 2012     |
| Carlos Alberto Lopes      | Kaapverdischer | auf 2013 |